# Raseiniai
Raseiniai (ejtsd: raszeinéi) város Litvániában, Kaunas megyében, a Szamogitiai-hegyvidék lábainál. Már a középkorban is ismert volt, első írásos emlékei az 1600-as évekből származnak, jelentős látnivalói a Szűz Mária Mennybemenetele temploma és a Domonkos kolostora. Lakosainak száma kb. 12 000 fő, az ország 30. legnépesebb városa. 
A város kb. 85 km-re van Kaunastól, és 130 km-re Klaipėdától. Magyarországi testvérvárosa Jászberény 2020 óta.